# Табалангут
Табалангут (рос. Табалангут) — улус Тункинського району, Бурятії Росії. Входить до складу Сільського поселення Галбай.
Населення — 80 осіб (2015 рік).